# Nurri
Nurri là một đô thị ở tỉnh Sud Sardegna, vùng Sardegna của Ý, có vị trí cách khoảng 60 km về phía bắc của Cagliari. Đến thời điểm ngày 31 tháng 12 năm 2004, đô thị này có dân số 2.385 và diện tích là 73,9 km².
Nurri giáp các đô thị: Esterzili, Isili, Mandas, Orroli, Sadali, Serri, Siurgus Donigala, Villanova Tulo.